# Buluka huddlestoni
Buluka huddlestoni is een insect dat behoort tot de orde vliesvleugeligen (Hymenoptera) en de familie van de schildwespen (Braconidae). In 1989 werd de wetenschappelijke naam van deze soort voor het eerst op geldige wijze gepubliceerd door Austin.